# Rolando Marchetti
Rolando Marchetti (Sinalunga, 27 agosto 1946) è un ex calciatore italiano, di ruolo attaccante.

## Carriera
Cresciuto nel Siena, debutta con i toscani in Serie C dove gioca per tre stagioni. Nel 1965 gioca nell'Empoli. Nel 1969 passa alla Ternana dove debutta in Serie B disputandovi tre campionati. Nel 1972 vince un campionato di serie B ed ottiene una promozione in serie A.
Nel 1972 passa al Novara, sempre in Serie B, prima di trasferirsi l'anno successivo al Grosseto dove gioca cinque campionati di Serie C. Conta complessivamente 88 presenze e 12 reti in quattro stagioni di Serie B con le maglie di Ternana e Novara.
Nel 1972, in seguito ad un grave infortunio in campo, durante la partita Ternana-Brescia, lascia la carriera da professionista e continua a giocare a livello semi-professionistico nel Grosseto.
Nel 1979 conclude la sua carriera.

## Palmarès

### Club

#### Competizioni nazionali
- Serie B: 1

Ternana: 1971-1972